# La Revue universelle
Pour l’article homonyme, voir Revue universelle (homonymie).
La Revue universelle est un ancien périodique français ayant paru à Paris, de 1920 à 1944. Il est fondé par Jacques Bainville (directeur) et Henri Massis (rédacteur en chef), à la suite de la publication du manifeste « Pour un parti de l'intelligence » dans Le Figaro du 19 juillet 1919. La revue avait pour programme : « Rassembler tout ce qui, dans le monde, prend parti contre la destruction, fortifier et étendre les relations entre les groupes dévoués à la cause de l'esprit ».

## Première série 1920-1940
Fondée en 1920, il s'agissait d'une revue nationaliste (royaliste et catholique) dont la ligne éditoriale était proche de celle de L'Action française dont Charles Benoist, Marie de Roux, Robert Havard de La Montagne, René Johannet, Georges Valois, Firmin Bacconnier, Pierre-Antoine Cousteau, Georges Gaudy, Gustave Thibon, Pierre Gaxotte, Claude Roy, Gonzague de Reynold. La Revue universelle s'intéressait particulièrement à la politique extérieure.
En plus de ses deux fondateurs, la revue avait pour principaux collaborateurs : Jacques Maritain, chargé de la rubrique philosophique (début des années 1920), Charles Maurras, Maurice Vaussard et Henri Gouhier.
Les sections consacrées à l'art, à la littérature et à la philosophie écrites par Léon Daudet, Thierry Maulnier, André Rousseaux et Robert Brasillach, ont toujours été remarquables selon Eugen Weber, historien. Les articles politiques reflètent, quant à eux, la politique d'Action française.
Durant les années 1930, la Revue universelle marque un certain soutien aux régimes autoritaires et notamment au dictateur Salazar (en particulier sous la plume de Massis). Elle mène, en revanche, dès 1930, dans le sillage de l'Action française, une campagne permanente contre le réarmement allemand, la renaissance du Germanisme et l'apparition du nazisme. Elle figure parmi les premières publications importantes à avoir dénoncé dès l'origine les menaces de l'hitlérisme et l'impréparation des démocraties face à un conflit inévitable avec l'Allemagne.
Après la mort de Bainville (1936), elle se situe dans une dépendance intellectuelle de plus en plus étroite avec l'Action française, et relaie les campagnes du mouvement royaliste en faveur de l'occupation préventive de la Rhénanie, de l'alliance avec l'Italie fasciste et d'une politique continue de réarmement.
Dans son Histoire de la littérature française Kléber Haedens dit : « La Revue universelle s’intéressait plus à l’histoire et à la politique qu’à la littérature ».

## Seconde série 1941-1944
Fortement ébranlée par la défaite française, elle s'installe à Vichy à partir de janvier 1941, soutient le maréchal Pétain, et s'oppose à la Résistance ; elle s'aligne sur les positions du régime de Vichy.
De nouvelles plumes y participent comme Pierre Boutang, Raoul Girardet et Jean Arfel dit Jean Madiran.
La Revue universelle disparaît en 1944 à la Libération. Le dernier numéro de la seconde série est numéroté 86-87 et paraît en août 1944, avec un éditorial de soutien à Pétain.

## Troisième série 1974-2005
Elle devient par la suite la Revue universelle des faits et des idées à partir de 1974, sous la direction d'Étienne Malnoux (François Natter). Le directeur de la publication est Jean de Beauregard.
Y participent : Houchang Nahavandi, René Pillorget, Pierre Pujo, René Sédillot, Georges Soutou, Georges-Paul Wagner, Pierre Debray, François Léger, Nicolas Kessler, Nicolas Portier...

## Quatrième série 2005-
En 2005, après la disparition de Natter, Hilaire de Crémiers reprend la revue et la renomme Nouvelle Revue Universelle dont il est, comme pour Politique Magazine, le directeur de la publication.
Y participent : Hilaire de Crémiers, Gérard Leclerc, Axel Tisserand, Pascal Cauchy, François Schwerer, Michel Mourlet, Péroncel-Hugoz, Claude Wallaert, Philippe Mesnard, Antoine de Crémiers, Philippe Lallement, François-Georges Dreyfus, Dominique Decherf, Daniele Masson...
Gilles Varange, ancien journaliste de Minute, a été rédacteur en chef de la revue de 2007 à 2009, puis Xavier Walter de 2009 à 2013.
Depuis 2013, la rédaction en chef est assurée par Christian Franchet d'Espèrey, ancien responsable de l'unité Documentaires de France 3, animateur du Cercle Vauban. Il est assisté par Philippe Lallement, responsable de la collection Stratégie des Editions de Flore.